# HDE 268835
HDE 268835，或稱為R66，是NASA的史匹哲太空望遠鏡在銀河系附近的大麥哲倫星系中確認的兩顆特超巨星其中一顆（另一顆是R126或HD 37974）。這兩顆恆星旁都有規模極大的星周盤存在，因此有人假設可能有行星正在形成。

## 特徵
HD 268835和HD 37974都是體積極大、溫度和光度極高的特超巨星。而這兩顆巨大恆星周圍有星周盤讓天文學家相當驚訝，因為傳統理論中這類巨大恆星會有極強的恆星風，使周圍環境極不穩定，讓行星的形成相當困難，甚至是不可能。
天文學家預期這兩顆恆星的星周盤範圍相當大，甚至超過冥王星與太陽距離60倍以上。而盤內物質的質量可能超過柯伊伯带的十倍。喬爾·卡斯特納（Joel Kastner）等人表示這種充滿塵埃的結構可能是行星形成的第一步或最後一步。如果是後者，這樣的結構就可視為柯伊伯带的放大版。
任職於加州理工學院和喷气推进实验室的查尔斯·白赫曼（Charles Beichman）表示：「我們不知道類似我們太陽系內的行星是否能在大質量恆星旁極高能量和動能的環境中形成；但如果可以的話，將是時間極短且激烈的過程。」

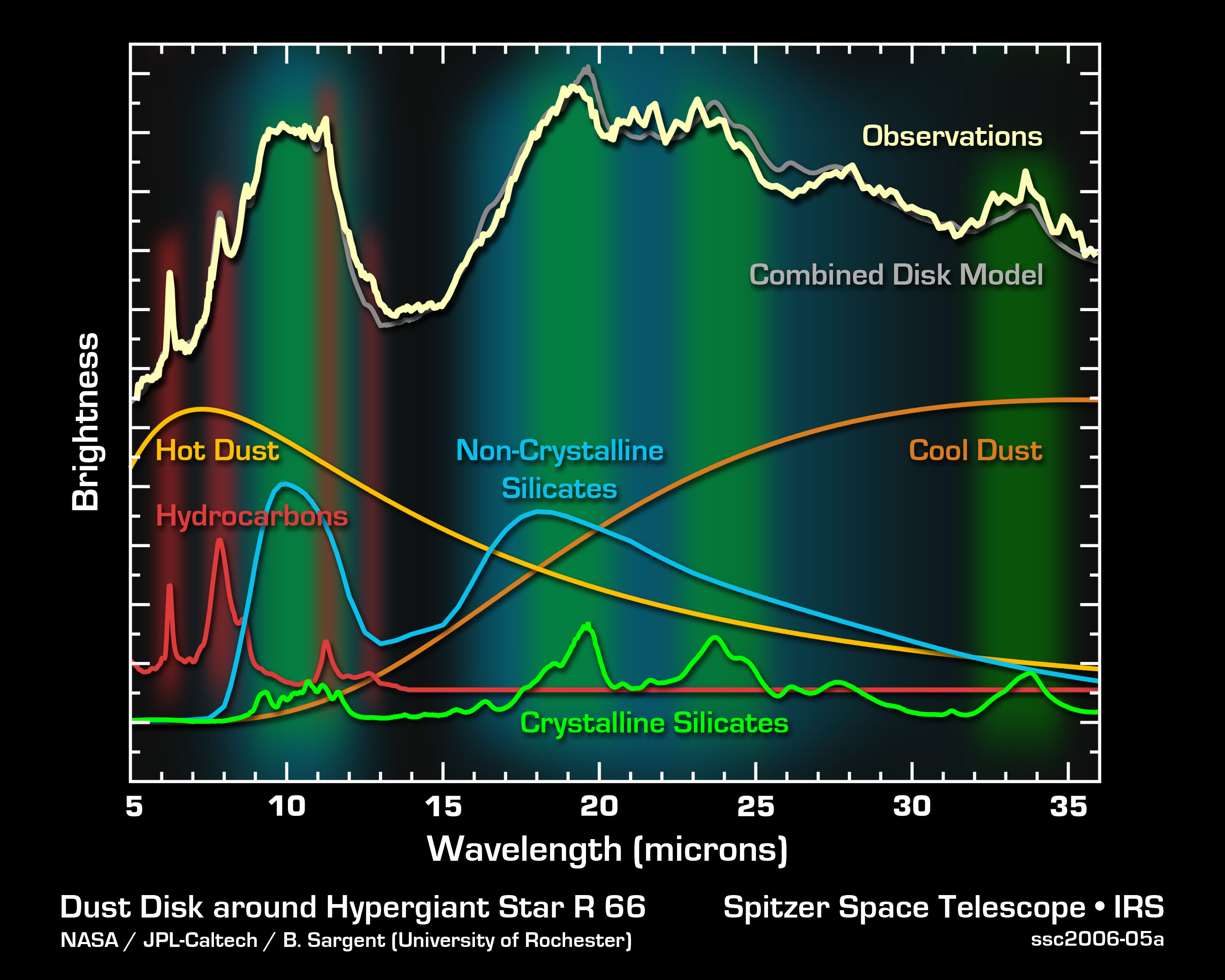
不同波長下的觀測資料

## 外部連結
- Simbad （页面存档备份，存于）